# Longrifle
Il longrifle, anche noto come Kentucky Rifle (lett. "fucile del Kentucky") o Pennsylvania Rifle ("fucile della Pennsylvania) è un'arma da fuoco del tipo moschetto sviluppato in Nordamerica nel XVIII secolo dagli armaioli tedeschi immigrati in Virginia e Pennsylvania.. Caratterizzato da una canna molto lunga, la precisione raggiunta dal lungo fucile lo rese uno strumento molto famoso per la caccia alla fauna selvatica, ma anche come arma da guerra.

## Storia

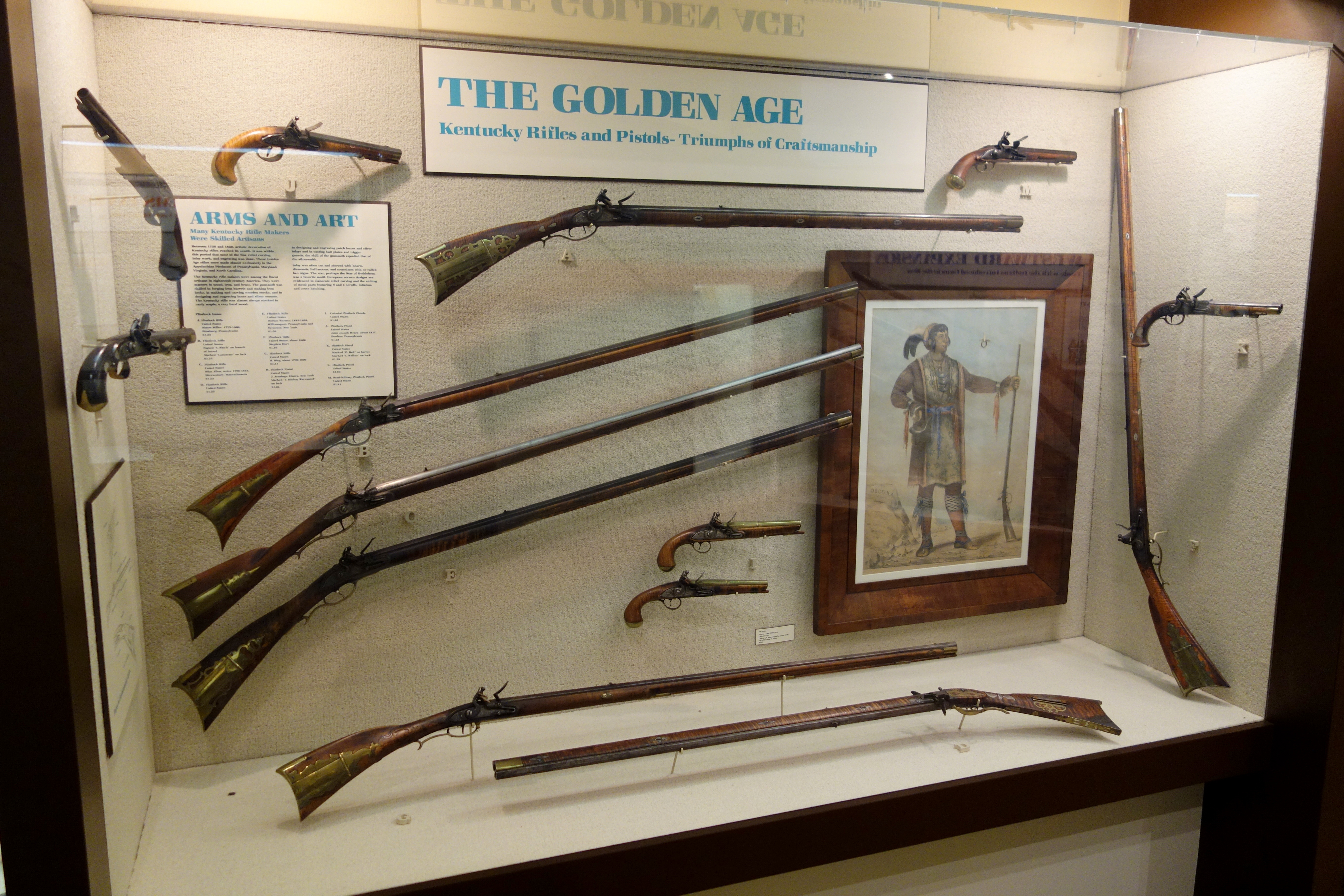
Fucili e pistole del Kentucky, presso l'Huntington Museum of Art di Huntington

L'arma fu sviluppata a Lancaster, nella Pennsylvania sud-orientale, all'inizio del XVIII secolo: era il prodotto di armaioli di origine germanica che emigrarono in nuovi insediamenti in Pennsylvania proprio all'inizio del secolo, e successivamente in Virginia e in altri territori, riproducendo i primi fucili Jäger usati per la caccia in Germania. I primi armaioli che lo produssero di cui si è a conoscenza furono il padre e figlio Robert Baker e Martin Meylin, e continuò ad essere prodotto sino alla fine del secolo. Il nome "Kentucky Rifle" come variante dell'arma divenne celebre dopo una canzone, Hunters of Kentucky, che parlava della Battaglia di New Orleans.

## Caratteristiche
Fu un primo esempio di arma da fuoco che utilizzava la rigatura; ciò aumentò la stabilità della traiettoria del proiettile e migliorò notevolmente la precisione rispetto ai moschetti contemporanei a canna liscia, che erano più economici e più comuni. Inoltre aveva una canna particolarmente lunga, cosa comune in molti fucili americani e poco comune in quelli europei del tempo.